# Bank depozytariusz
Bank depozytariusz – bank pełniący funkcję depozytariusza wobec wskazanych grup podmiotów rynku kapitałowego.
Najczęściej jest to bank pełniący rolę depozytariusza funduszy inwestycyjnych lub funduszy emerytalnych.

## Banki depozytariusze w Polsce
W odniesieniu do funduszy inwestycyjnych prawne usytuowanie depozytariusza jest określone w Ustawie z dnia 27 maja 2004 r. o funduszach inwestycyjnych i zarządzaniu alternatywnymi funduszami inwestycyjnymi.
Departamenty banków koordynujące pełnienie funkcji banku depozytariusza współpracują w Radzie Banków Depozytariuszy.
W Polsce funkcję tę pełnią m.in.:
- Bank Polska Kasa Opieki SA
- Bank Handlowy w Warszawie SA
- Bank Millennium SA
- Raiffeisen Bank Polska SA
- Bank BPH SA
- BNP Paribas Bank Polska SA
- BNP Paribas SA Oddział w Polsce
- BNP Paribas Securities Services SA Oddział w Polsce
- Powszechna Kasa Oszczędności Bank Polski SA
- mBank SA
- Deutsche Bank Polska SA
- ING Bank Śląski SA
- Santander Bank Polska SA
- Societe Generale Oddział w Polsce

Najpopularniejszym depozytariuszem pod względem aktywów w kontrolowanych funduszach jest Bank Handlowy w Warszawie S.A. Od wielu lat zajmuje on wysoką pozycję. Tuż za nim uplasował się mBank S.A., a trzecie miejsce należy do Powszechnej Kasy Oszczędności Banku Polskiego SA.

### Ramy prawne
Zasady (prawa, zobowiązania) świadczenia usługi depozytariusza funduszy inwestycyjnych określone są w ustawie o funduszach inwestycyjnych [z 2004 roku]. Ponadto, świadczenie usług wobec konkretnego klienta odbywa się na podstawie umowy (umowa o prowadzenie rejestru aktywów funduszu).
Zgodnie z ustawą bankiem depozytariuszem może być:
- bank krajowy, który spełnia określone wymogi: kapitałowe (fundusze własne co najmniej 100 mln zł);
- Krajowy Depozyt Papierów Wartościowych SA;
- odpowiedni oddział instytucji kredytowej, posiadający siedzibę w Polsce (z kapitałem przydzielonym do tego oddziału co najmniej 100 mln zł).

Obowiązki depozytariusza polegają na:
- zabezpieczeniu majątkowym funduszu (prowadzenie rachunków bankowych, prowadzenie rejestru aktywów),
- zapewnieniu prawidłowości rozliczeń funduszu z uczestnikami (poprzez kontrolę systemu tych rozliczeń, oraz – standardowo – prowadzenie rachunków rozliczeniowych i monitorowanie ruchów na tych rachunkach),
- weryfikacji (i potwierdzaniu prawidłowości) wyceny funduszu (faktycznie wystarcza potwierdzenie, że aktywów netto oraz wartość jednostki/certyfikatu ustalona przez fundusz ma wartość prawidłową [w ustawie wskazana zgodność z prawem i statutem danego funduszu], z akceptowalną pewnością [depozytariusz dokłada starań, by mechanizmy kontroli wyliczeń, prowadzenia ksiąg były adekwatne do potrzeb i operacji funduszu]),
- zapewnieniu, ze rozliczenia funduszu (w tym z kontrahentami oraz uczestnikami) dokonywane są terminowo,
- zapewnienie prawidłowego (zgodnie z prawem i statutem) wykorzystania dochodów funduszu.

Depozytariusz prawnie jest zobligowany do działania wobec towarzystwa w przypadkach stwierdzonych nieprawidłowości, a za zaniechania, nienależyte wykonanie określonych obowiązków odpowiada prawnie.
W trakcie tworzenia funduszu (w trakcie zapisów) depozytariusz prowadzi rachunek (oprocentowany – odsetki powiększają kwotę wpłaty), a także weryfikuje prawidłowość zapisów (subskrypcji).
W przypadku likwidacji funduszu zwykle jest likwidatorem funduszu.
Depozytariuszowi nie wolno zlecić zarządzania portfelem funduszu (zakaz ustawowy – art. 46 ustawy o funduszach inwestycyjnych).
Ponadto – zapewne dla uniknięcia podejrzeń o konfliktu interesów – bank, ani jego pracownicy nie mogą zawierać transakcji z funduszem.
Majątek funduszu nie może być przedmiotem egzekucji kierowanej przeciwko bankowi depozytariuszowi (a więc aktywa funduszu są zabezpieczone w przypadku upadłości banku).
Bank depozytariusz jest wskazany w statucie i w prospekcie informacyjnym funduszu, a jego wybór albo zmiana jest zatwierdzany przez Komisję Nadzoru Finansowego (KNF). KNF jest także informowana o osobach wykonujących w imieniu depozytariusza czynności związane z tą funkcją. Nadzór ze strony KNF polega także na wypełnianiu przez bank depozytariusza szeregu obowiązków informacyjnych wobec KNF (w tym weryfikacji zgodności działania z ograniczeniami limitowymi [ustawowymi bądź statutowymi]). Za nienależyte, niewłaściwe działanie bank depozytariusz może zostać ukarany przez KNF (art. 232 ustawy o funduszach inwestycyjnych).
Pracownicy banku są związani tajemnicą zawodową w zakresie spraw funduszu.